# Ibyuk Pingo
Ibyuk Pingo är ett berg i Kanada.   Det ligger i territoriet Northwest Territories, i den nordvästra delen av landet, 4 100 km nordväst om huvudstaden Ottawa. Toppen på Ibyuk Pingo är 12 meter över havet.
Terrängen runt Ibyuk Pingo är mycket platt. Havet är nära Ibyuk Pingo åt nordväst. Trakten runt Ibyuk Pingo är nära nog obefolkad, med mindre än två invånare per kvadratkilometer.. Närmaste större samhälle är Tuktoyaktuk, 5,3 km norr om Ibyuk Pingo. 
Trakten runt Ibyuk Pingo består i huvudsak av gräsmarker.